# Дубко Юрій Павлович
Юрій Павлович Дубко (нар. 24 лютого 1963) — радянський та український футболіст, півзахисник, український футбольний тренер.

## Кар'єра гравця
Вихованець ДЮСШ «Кривбас» (Кривий Ріг), перший тренер — В. Н. Яшник. У 1980 році розпочав футбольну кар'єру в складі резервної команди криворізького «Кривбасу». У 1988 році став гравцем «Текстильник» (Камишин). У 1989 році перейшов до махачкалинського «Динамо». У 1991 році прийняв запрошення хмельницького «Поділля». Влітку 1994 року перейшов до «Карпат» (Мукачево), в складі яких 1995 року й завершив кар'єру футболіста.

## Кар'єра тренера
По завершенні ігрової кар'єри розпочав тренерську діяльність. У сезоні 1998/99 років очолював другу команду криворізького «Кривбасу». З серпня й до завершення 2000 року допомагав Анатолію Заяєву тренувати житомирське «Полісся». У серпні 2001 року призначений на посаду головного тренера сумського «Фрунзенця-Ліги-99», яким керував до травня 2002 року. Потім працював скаутом у київській «Оболоні». У жовтні 2005 року виконував обов'язки головного тренера криворізького «Гірника».